# Fondazione Corriere della Sera
La Fondazione Corriere della Sera è un'istituzione culturale fondata nel 2001 per custodire e valorizzare il patrimonio storico e culturale del quotidiano Corriere della Sera.

## Storia
La Fondazione Corriere della Sera è stata creata nel 2001, in occasione del 125º anniversario della nascita del Corriere, con lo scopo di curare e aprire al pubblico l'archivio storico del giornale, e di promuovere iniziative (come convegni ed incontri) in favore della lingua e la cultura italiana, nella penisola e all'estero. 
Dal 2012 promuove l'evento librario BookCity Milano.

## Archivio
La Fondazione ha preso in carico il progetto di sistematizzazione e valorizzazione dell'archivio storico del quotidiano, avviato nel 1998, e lo ha strutturato in sei sezioni:
- il carteggio, 1876-1990, costituito dalla corrispondenza del giornale con collaboratori, dipendenti, personaggi e istituzioni;
- la sezione amministrativo-gestionale, 1876-1992, che raccoglie atti societari, documenti contabili, gestione del personale, attività legale e attività produttiva, ovvero tutti i documenti che riguardano l'attività dei diversi settori aziendali;
- la raccolta disegni e documentazione grafica, 1899-1994, che comprende disegni, bozzetti, vignette (firmate dai migliori autori italiani del Novecento) e, in generale, i materiali riferiti alla produzione e stampa del quotidiano, quali lucidi, layout, pellicole e cliché per rotocalco.
- il materiale fotografico prodotto dai fotoreporter del Corriere, 1962-1997, che, senza ombra di dubbio, è uno dei più ricchi e cospicui esistenti nel Paese;
- la sezione cartoline, 1900-1980, che raccoglie i saluti inviati al quotidiano dai suoi lettori più affezionati;
- la raccolta di tutti i numeri del quotidiano, dalla fondazione ad oggi. Sono state conservate anche le edizioni giornaliere del Corriere che, ai tempi della direzione di Torelli Viollier, arrivarono ad essere quattro al giorno.

L'archivio storico contiene anche i fondi privati di celebri firme come Enzo Biagi, Gaetano Afeltra, Fernanda Pivano e Oriana Fallaci, e di illustratori come Iris De Paoli e Ugo Guarino, oltre che i fondi di case editrici come la Bompiani, con le carte di scrittori quali Corrado Alvaro, Vitaliano Brancati, Umberto Eco, Alberto Moravia, Anna Maria Ortese, Elio Vittorini e Cesare Zavattini.

## Presidenti
- Piergaetano Marchetti (2004-2022)
- Ferruccio De Bortoli (2023 - in carica)